# Balan (Ardenas)
Balan é uma comuna francesa na região administrativa de Grande Leste, no departamento Ardenas. Estende-se por uma área de 4,65 km². Em 2010 a comuna tinha 1 653 habitantes (densidade: 355,5 hab./km²).